# Nouilles de riz
Pour les nouilles fines de riz, voir vermicelle de riz.
Les nouilles de riz, aussi appelées pâtes de riz, selon les variantes, sont préparées à partir de farine de riz.
Les nouilles de riz se retrouvent dans beaucoup de cuisines de l'est, du sud et du sud-est de l'Asie, où elles sont préparées en soupes, sautées ou en salade.
Probablement originaires du sud de la Chine, ces nouilles sont également très consommées dans les pays d'Asie du Sud-Est, et reprennent généralement des recettes d'inspirations très chinoises.
On les retrouve aussi dans les recettes de la cuisine d'Asie du Sud ; bien que moins populaires que les idli ou dosa, ces nouilles se retrouvent également dans le sud de l'Inde et au Sri Lanka, sous l'appellation sevai, ou idiappam.
Une des formes légèrement épaisses les plus connues est le Guilin mǐfěn (桂林米粉, Guìlín mífěn), du nom de la ville de Guilin, province de Guangxi. Elle se déguste au moment du petit déjeuner. Dans la province voisine du Yunnan, elles s’appelle mǐxiàn (米线, mǐxiàn).

## Variétés
- Mí fěn (米粉), vermicelle de riz
- Shāhé fěn (沙河粉), aussi appelés hé fěn
- Mi xian  (米线), originaires du Yunnan
- Bánh canh
- Bánh phở
- Shavige (ಶಾವಿಗೆ)
- Idiyappam (இடியாப்பம்)
- Sevai (சேவை|சேவை/சந்தகை/சேமியா)
- Khanom chin (thaï : ขนมจีน)

## Plats à base de nouilles de riz
Cambodge
- Ka tieu

Chine
- Beef chow fun
- Char kway teow

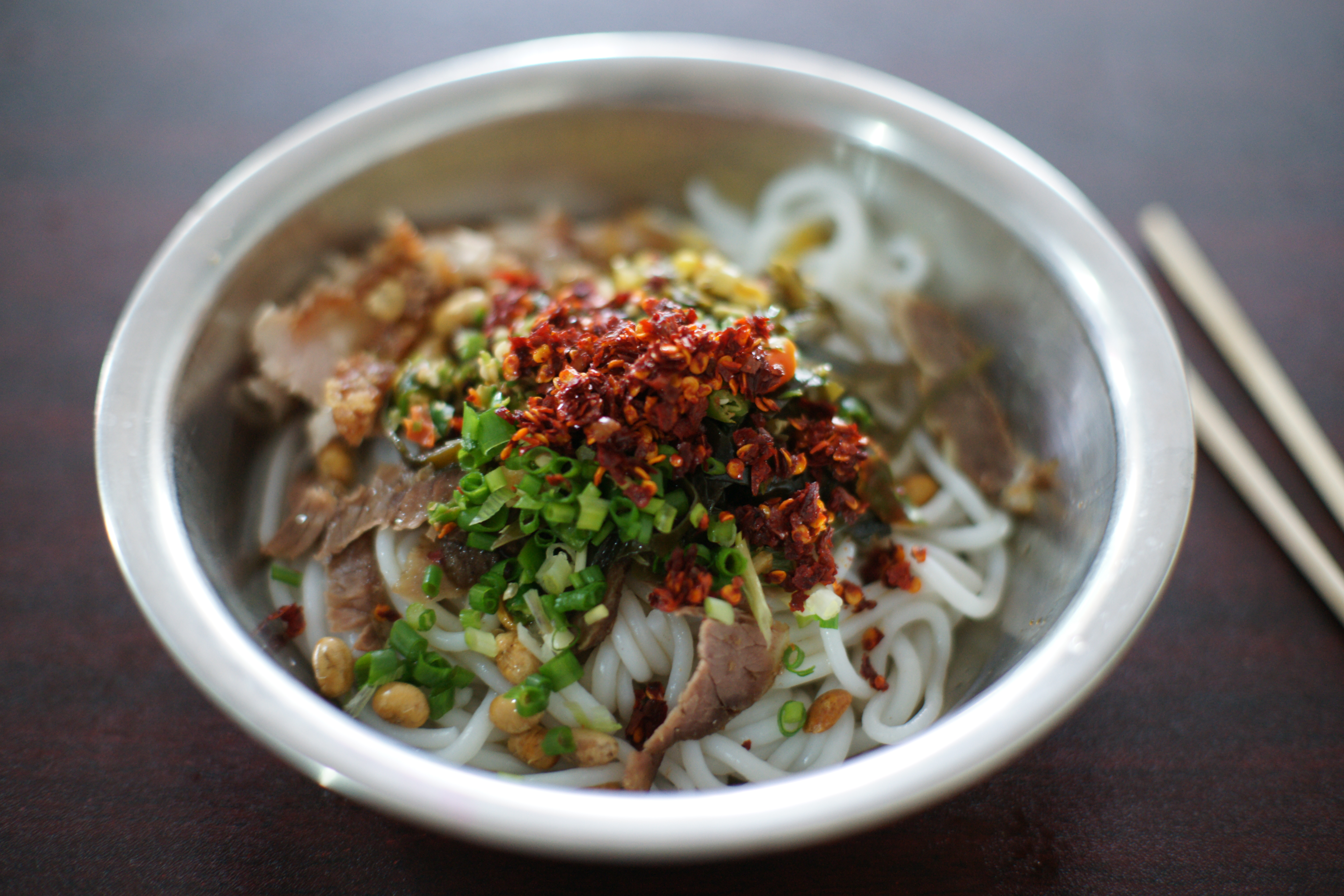
Nouilles de riz de Guilin.

- Rouleau de nouille de riz, ou chee cheong fun
- Nouilles de riz Laoyou

Birmanie
- Mohinga
- A-thoke-sone
- Rakhine Kyarzan thoke
- Nan Gyee Thoke
- Shan Khaukswe
- Mee Shay
- Baik Kut kyee Kaik

Hong Kong
- Nouilles de charrette

Indonésie
- Kwetiaw Medan
- Kwetiaw Goreng

Laos
- Khao poon
- Khao soi
- Khao piak sen
- Khua mee
- Pad Lao
- Lard na

Malaisie
- Asam Laksa
- Curry mee
- Hokkien mee
- Chee cheong fun

Thaïlande
- Khao soi
- Mee krob
- Nam ngiao
- Bami nam tok
- Pad see ew
- Phat khi mao
- Pad Thai
- Phat si io
- Rad na

Vietnam

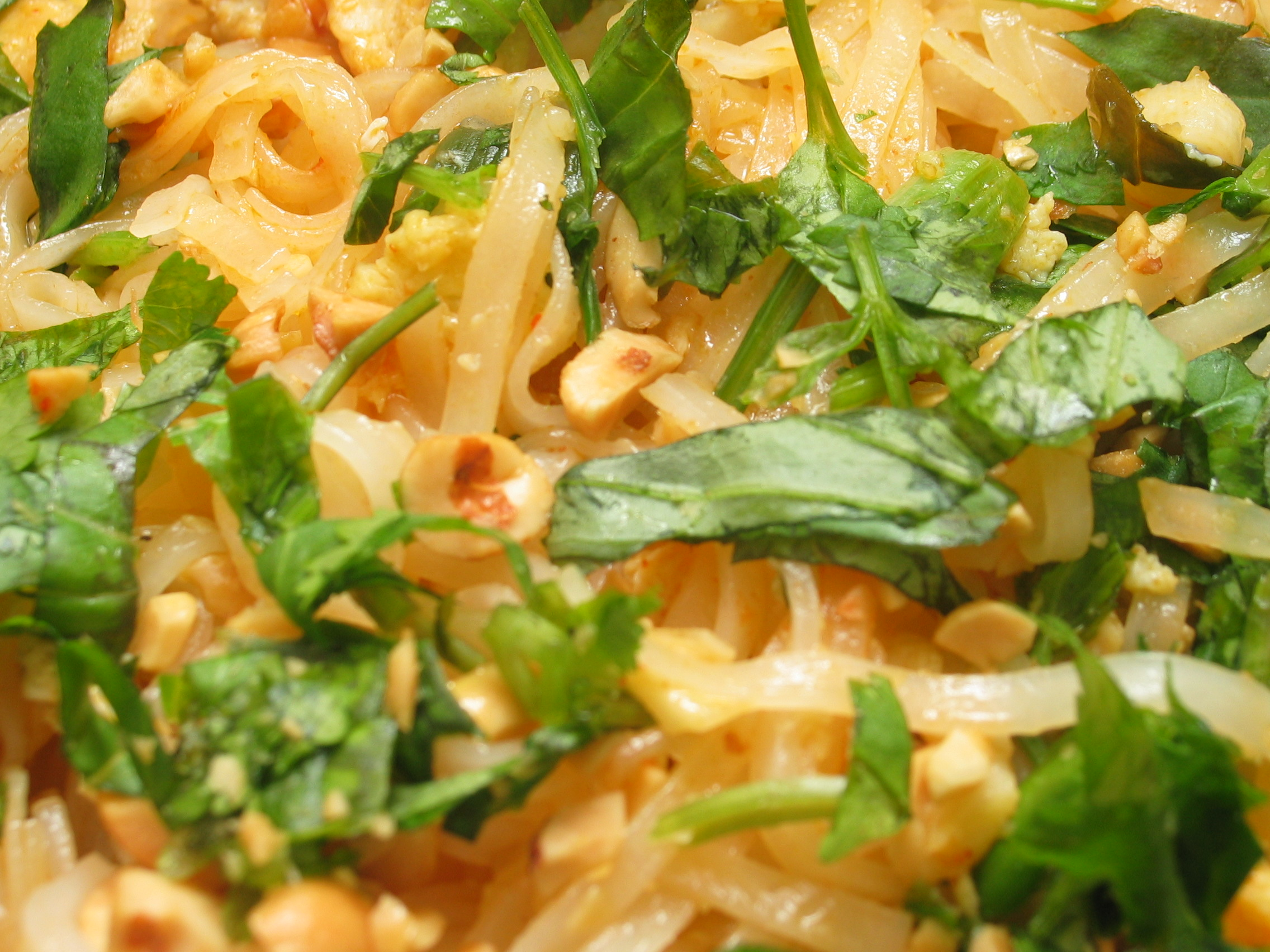
Pad Thai en gros plan, un plat thaï à base de nouilles de riz.

- Bánh cuốn, feuilles de farine de riz farcies avec de l'émincé de porc épicé et des champignons
- Bún bò Huế, soupe de vermicelles de riz, bœuf et citronnelle
- Mì Quảng
- Phở